# Plebiscyt Przeglądu Sportowego 2014
80. Plebiscyt na 10 Najlepszych Sportowców Polski 2014 roku zorganizowany został przez Przegląd Sportowy i Telewizję Polską. 
Gala Mistrzów Sportu, w trakcie której zostały ogłoszone nazwiska dziesięciu wybranych sportowców, odbyła się 10 stycznia 2015 roku w hotelu Hilton w Warszawie. Wręczanie pamiątkowych statuetek odbyło się w innej formie niż w poprzednich latach - sportowcom nagrody wręczano w przypadkowej kolejności, a dopiero na końcu podano ostateczną kolejność według zdobytych głosów. Każdy z nagrodzonych wysłuchiwał piosenki, którą specjalnie dla niego wykonywała zaproszona gwiazda estrady. Galę prowadzili Przemysław Babiarz i Maciej Kurzajewski.
Najlepszym sportowcem roku w Polsce wybrany został pierwszy raz w karierze Kamil Stoch. 

## Wyniki głosowania[1]
| Miejsce | Imię i nazwisko                                                               | Dyscyplina sportu    | Liczba punktów | Uwagi             |
| ------- | ----------------------------------------------------------------------------- | -------------------- | -------------- | ----------------- |
| 1       | Kamil Stoch                                                                   | skoki narciarskie    | 716 622        |                   |
| 2       | Mariusz Wlazły                                                                | siatkówka            | 706 774        |                   |
| 3       | Michał Kwiatkowski                                                            | kolarstwo szosowe    | 396 332        | nieobecny na gali |
| 4       | Justyna Kowalczyk                                                             | biegi narciarskie    | 385 481        | nieobecna na gali |
| 5       | Zbigniew Bródka                                                               | łyżwiarstwo szybkie  | 350 208        |                   |
| 6       | Anita Włodarczyk                                                              | lekkoatletyka        | 234 450        |                   |
| 7       | Rafał Majka                                                                   | kolarstwo szosowe    | 231 782        | nieobecny na gali |
| 8       | Krzysztof Kasprzak                                                            | żużel                | 203 107        |                   |
| 9       | Robert Lewandowski                                                            | piłka nożna          | 190 577        | nieobecny na gali |
| 10      | Paweł Fajdek                                                                  | lekkoatletyka        | 129 607        |                   |
| 11      | Radosław Kawęcki                                                              | pływanie             | 110 360        | –                 |
| 12      | Adam Kszczot                                                                  | lekkoatletyka        | 101 578        | –                 |
| 13      | Agnieszka Radwańska                                                           | tenis ziemny         | 79 003         | –                 |
| 14      | Konrad Czerniak                                                               | pływanie             | 72 276         | –                 |
| 15      | Katarzyna Bachleda-Curuś Natalia Czerwonka Luiza Złotkowska Katarzyna Woźniak | łyżwiarstwo szybkie  | 64 649         | –                 |
| 16      | Kamila Lićwinko                                                               | lekkoatletyka        | 62 203         | –                 |
| 17      | Maja Włoszczowska                                                             | kolarstwo górskie    | 43 734         | –                 |
| 18      | Adrian Zieliński                                                              | podnoszenie ciężarów | 37 293         | –                 |
| 19      | Zbigniew Bródka Konrad Niedźwiedzki Jan Szymański                             | łyżwiarstwo szybkie  | 35 935         | –                 |
| 20      | Łukasz Kubot                                                                  | tenis ziemny         | 30 113         | –                 |
| 21      | Marta Walczykiewicz                                                           | kajakarstwo          | 28 358         | –                 |
| 22      | Ewelina Kobryn                                                                | koszykówka           | 28 203         | –                 |
| 23      | Iwona Matkowska                                                               | zapasy               | 15 244         | –                 |
| 24      | Natalia Madaj Magdalena Fularczyk-Kozłowska                                   | wioślarstwo          | 12 908         | –                 |
| 25      | Przemysław Miarczyński                                                        | żeglarstwo           | 9 457          | –                 |

## Zwycięzcy kategorii dodatkowych[2]
- Superczempion 2014: Irena Szewińska
- Impreza roku 2014: Mistrzostwa Świata w Piłce Siatkowej Mężczyzn 2014
- Impreza masowa roku 2014: Orlen Warsaw Marathon
- Drużyna roku 2014: Reprezentacja Polski w piłce siatkowej mężczyzn
- Trener roku 2014: Łukasz Kruczek i Stéphane Antiga
- Odkrycie roku 2014: Mateusz Mika
- Animator sportu powszechnego 2014: Coca-Cola
- Wydarzenie medialne 2014: Zimowe Igrzyska Olimpijskie 2014
- Najlepszy sportowiec niepełnosprawny 2014: Renata Kałuża